# Liste des présidents de la commission de surveillance de la Caisse des dépôts et consignations
Cet article recense, par ordre chronologique, les personnalités qui ont occupé le poste de président de la commission de surveillance de la Caisse des dépôts et consignations (CDC) depuis sa création en 1816.
Les présidents de la commission de surveillance sont élus parmi les parlementaires qui la composent, à savoir, 3 députés et 2 sénateurs.

## Liste
| Entrée en fonction | Président de la commission de surveillance | Qualité                                    | Portait |
| ------------------ | ------------------------------------------ | ------------------------------------------ | ------- |
| 1816               | Jacques-Pierre Orillard de Villemanzy      | Pair de France                             |         |
| 1819               | Nicolas François Mollien                   | Pair de France                             |         |
| 1826               | Jacques-Pierre Orillard de Villemanzy      | Pair de France                             |         |
| 1828               | Jean-Louis Tourteau d'Orvilliers           | Pair de France                             |         |
| 1831               | Nicolas François Mollien                   | Pair de France                             |         |
| 1837               | Antoine Roy                                | Député                                     |         |
| 1847               | Charles d'Audiffret                        | Pair de France                             |         |
| 1848               | Michel Goudchaux                           | Député                                     |         |
| 1849               | Pierre-Antoine Berryer                     | Député                                     |         |
| 1852               | Antoine Maurice Apollinaire d'Argout       | Pair de France                             |         |
| 1857               | Bertrand de Lacrosse                       | Sénateur                                   |         |
| 1865               | Gustave Rouland                            | Sénateur                                   |         |
| 1871               | Louis Buffet                               | Député                                     |         |
| 1876               | Charles Duclerc                            | Sénateur                                   |         |
| 1888               | Eugène Goüin                               | Sénateur                                   |         |
| 1909               | Maurice Rouvier                            | Sénateur                                   |         |
| 1911               | Victor Lourties                            | Sénateur                                   |         |
| 1920               | Jean-Baptiste Bienvenu-Martin              | Sénateur                                   |         |
| 1943               | Louis Linÿer                               | Sénateur, représentant du Conseil national |         |
| 1945               | Joseph Denais                              | Député                                     |         |
| 1956               | Pierre Courant                             | Député                                     |         |
| 1963               | Aimé Paquet                                | Député                                     |         |
| 1971               | Christian Bonnet                           | Député                                     |         |
| 1972               | Michel Poniatowski                         | Député                                     |         |
| 1973               | Robert Bisson                              | Député                                     |         |
| 1981               | Dominique Taddei                           | Député                                     |         |
| 1985               | Philippe Sanmarco                          | Député                                     |         |
| 25 avril 1986      | Jean-Pierre Soisson                        | Député                                     |         |
| 10 juillet 1988    | Christian Pierret                          | Député                                     |         |
| 1993               | Jean-Pierre Delalande                      | Député                                     |         |
| 1997               | Jean-Pierre Balligand                      | Député                                     |         |
| 2002               | Philippe Auberger                          | Député                                     |         |
| 2006               | Pierre Hériaud                             | Député                                     |         |
| 23 juillet 2007    | Michel Bouvard                             | Député                                     |         |
| 19 juillet 2012    | Henri Emmanuelli                           | Député                                     |         |
| 29 mars 2017       | Marc Goua                                  | Député                                     |         |
| 19 juillet 2017    | Gilles Le Gendre                           | Député                                     |         |
| 14 février 2018    | Sophie Errante                             | Députée                                    |         |
| 9 septembre 2022   | Alexandre Holroyd                          | Député                                     |         |
| 20 novembre 2024   | Jean-René Cazeneuve                        | Député                                     |         |